# Vaga (vlinder)
Vaga is een geslacht van vlinders van de familie Lycaenidae, uit de onderfamilie Lycaeninae.

## Soorten
- V. blackburni (Tuely, 1878)
- V. ogasawaraensis (Pryer, 1886)